# Kroyeria carchariaeglauci
Kroyeria carchariaeglauci är en kräftdjursart som beskrevs av Hesse 1879. Kroyeria carchariaeglauci ingår i släktet Kroyeria och familjen Kroyeriidae. Inga underarter finns listade i Catalogue of Life.